# Ally Dick
Alistair John Dick (Stirling, 25 aprile 1965) è un ex calciatore scozzese.

## Palmarès

### Club

#### Competizioni internazionali
- Coppa UEFA: 1

Tottenham: 1983-1984
- Coppa delle Coppe: 1

Ajax: 1986-1987

### Nazionale
- Campionato d'Europa Under-18: 1

1982